# Tennistoernooi van Rome 2016
|                                          |  |                                    |
| Serena Williams, winnares bij de vrouwen |  | Andy Murray, winnaar bij de mannen |

Het tennistoernooi van Rome van 2016 werd van 8 tot en met 15 mei 2016 gespeeld op de gravelbanen van het Foro Italico in de Italiaanse hoofdstad Rome. De officiële naam van het toernooi was Internazionali BNL d'Italia.
Het tennistoernooi van Rome trok 204.816 toeschouwers.
Het toernooi bestond uit twee delen:
- WTA-toernooi van Rome 2016, het toernooi voor de vrouwen
- ATP-toernooi van Rome 2016, het toernooi voor de mannen

## Toernooikalender
| Rome              | mei 2016 | mei 2016 | mei 2016 | mei 2016 | mei 2016 | mei 2016 | mei 2016 | mei 2016    | mei 2016     | mei 2016 |
| Rome              | zon 8    | maa 9    | din 10   | din 10   | woe 11   | woe 11   | don 12   | vrĳ 13      | zat 14       | zon 15   |
| ----------------- | -------- | -------- | -------- | -------- | -------- | -------- | -------- | ----------- | ------------ | -------- |
| vrouwenenkelspel  |          | 1e ronde | 1e ronde | 2e ronde | 2e ronde | 2e ronde | 3e ronde | kwartfinale | halve finale | finale   |
| vrouwendubbelspel |          | 1e ronde | 1e ronde | 1e ronde | 1e ronde | 2e ronde | 2e ronde | kwartfinale | halve finale | finale   |
| mannenenkelspel   | 1e ronde | 1e ronde | 1e ronde | 2e ronde | 2e ronde | 2e ronde | 3e ronde | kwartfinale | halve finale | finale   |
| mannendubbelspel  |          | 1e ronde | 1e ronde | 1e ronde | 2e ronde | 2e ronde | 2e ronde | kwartfinale | halve finale | finale   |

ATP-toernooi van Rome – WTA-toernooi van Rome

1990 · 1991 · 1992 · 1993 · 1994 · 1995 · 1996 · 1997 · 1998 · 1999 · 2000 · 2001 · 2002 · 2003 · 2004 · 2005 · 2006 · 2007 · 2008 · 2009 · 2010 · 2011 · 2012 · 2013 · 2014 · 2015 · 2016 · 2017 · 2018 · 2019 · 2020 · 2021 · 2022 · 2023 · 2024